# Mageo
Mageo čili mamedia II (do května 1998 MaMedia) byl nejstarším českým internetovým diskusním webem, byl aktivní od závěru roku 1995 do roku 2017. Za zakladatele a duchovního otce projektu je považován Milan Votava, spoluautorem myšlenky byl Aleš Němeček. V červnu 1997 byla adresa mamedia.cz označována za nejnavštěvovanější český server, měl více než 2,5 milionu přístupů měsíčně. Na přelomu září a října 2017 byl provoz diskusního serveru ukončen, doména byla přesměrována na projekt nové „sociální sítě“.

## Historie
Předchůdce Magea, diskuze MaMedia, byla založena v srpnu roku 1995 Milanem Votavou a Alešem Němečkem, kteří pro tento účel zřídili právnické osoby MA Media s.r.o. a MAMEDIA.COM s.r.o. (počáteční písmena MA byla zkratka jmen Milan a Aleš). Zpočátku to s projektem vypadalo, že nebude mít kvůli finančním problémům dlouhého trvání, nicméně po pomoci Pavla Vojíře (tehdy reportér Reflexu, editor Playboye, šéfredaktor Melodie a šéfredaktor Public Reality) se MaMedia na českém internetu udržely.
Kvůli nemožnosti registrovat doménu www.mamedia.com, byly MaMedia v květnu 1998 přejmenovány na Mageo, přičemž došlo i k zásadním změnám struktury a grafiky, jež trvá do dnešních dnů. Genealogický portál genea.cz je postaven na původním mageo auditoriu z roku 1998.
Oblíbenost serveru MaMedia rychle stoupala, což dokazují jednak pravidelné akce uživatelů (MaMedia/Mageo parník, akce pořádaná pravidelně každý rok, v minulosti několikrát moderoval Leoš Mareš), ale i hackerský útok 15. února 1997. Lokální fenomény (Drasťák – román na pokračování, tzv. MUSIL mánie) přerostly na vrcholu popularity na přelomu tisíciletí i do reality (sabotáž soutěže Miss internet, Štěpán Turek coby generál hvězdné pěchoty v 2. ročníku Česko hledá superstar). MaMedii nebo Mageem prošli mnozí z lidí, kteří se na českém internetu něčím významně podepsali (např. František Fuka, Tomáš Baldýnský, Lukáš Vychopeň nebo Ivo Lukačovič aj.). S postupným vznikáním dalších internetových diskuzí, jako je Průvodce (1998), Cyberspace (1999), Okoun (2001), Nyx (2001), Hofyland (2001), Lopuch (2001), jež stejně jako Mageo poskytovaly možnost zakládat diskusní fóra pro nejširší škálu témat, se počet pravidelných uživatelů Magea tenčil. Po zpřístupnění internetového prostoru laikům, kdy v podstatě každý bez hlubší znalosti tvorby internetových stránek může založit svůj vlastní blog, resp. vlastní tematické internetové fórum, a s nástupem největší sociální sítě Facebook se počet uživatelů Magea ustálil na 50 až 70 aktivních uživatelů během večerních hodin, kdy bývá aktivita na internetu největší. Na počátku roku 2011 už noví uživatelé Magea přibývali velmi málo a další rozšíření Magea nebylo v dohledu.
Nakonec byl dne 2. října 2017 provoz serveru Mageo ve starém formátu ukončen a přesměrován na formát sociální sítě, přičemž většina uživatelů migrovala na diskuzní server Okoun.cz.

## Popis

### Principy
Diskuze fungovaly na bázi příspěvků uživatelů v klubech, tzv. „auditoriích“. Přispívat do auditorií šlo (bylo-li to zakladatelem auditoria povoleno) anonymně nebo jako registrovaný uživatel. Registrovaní uživatelé měli výhodu možnosti založení auditorií, zvolení ikonky, poštovního účtu a dokonce webového prostoru pro svou prezentaci.
Od května 1998 (kdy se z MaMedia stalo Mageo) zůstalo prostředí diskuze takřka nepozměněno (kromě malých kosmetických změn). Stálostí a udržením konceptu od 90. let 20. století je Mageo unikátem[zdroj?] na českém internetu.
Hlavní stránce Magea dominovalo grafické zobrazení „nálady“ serveru. Šlo o geometrické obrazce (čtverce), jejichž sytost červené indikovala počet přihlášených uživatelů, ze kterých jsou ti nejaktuálnější v bublinách. Návštěvník serveru tak měl možnost na první pohled zjistit, jak moc to na serveru žije. V levém pruhu hlavní stránky byl malý seznam aktuálních auditorií s nejnovějšími příspěvky. Anonymní uživatel se mohl nabídkovou lištou v horní části dostat na přehled, ve kterém byla auditoria kategorizována. Registrovaný uživatel se z hlavní stránky po přihlášení dostal do svého infa, čímž se dostal do svého privátního prostředí, odkud mohl pokračovat na seznam svých a oblíbených auditorií, nastavení účtu, stránky atp.

### Auditoria
Kluby, neboli auditoria, mohli zakládat pouze registrovaní uživatelé. Auditorium mohlo být veřejné nebo privátní. Veřejné auditorium nešlo autorem po založení nijak dále spravovat. Po založení veřejného auditoria nebyla nikde uživatelům dostupná informace, kdo auditorium původně založil, v čemž tkví síla anonymity, čímž byla registrovaným uživatelům Magea ponechána svoboda projevu, avšak většina nových veřejných auditorií putovala po několika dnech do koše. Privátní auditorium bylo kompletně ve správě zakládajícího uživatele, který si mohl zvolit, zda auditorium zveřejní nebo ponechá soukromé, resp. pro uzavřenou skupinu. Do roku 2010 bylo možné do auditoria napsat 400 příspěvků, starší příspěvky byly na počátku následujícího dne smazány. Počet příspěvků na stránku byl 10, po roce 2010 jich bylo 20 (počet uložených příspěvků v auditoriu se zvýšil na 1000). Příspěvky do auditorií se psaly v čistém html kódu, tzn. i obrázky, styly písma, odkazy, je nutno psát v html kódu. Tento způsob psaní příspěvků se udržel od vzniku serveru.

### Uživatelé
Pro registrování uživatele bylo třeba vyplnit krátkou registraci, která nebyla potvrzována administrátorem, dokonce ani potvrzením e-mailu. Založení užitele, který má stejná práva jako všichni ostatní uživatelé, trvalo v podstatě několik sekund. Uživatel měl po založení svého účtu možnost nahrát na server svou ikonu, pod kterou se na serveru prezentoval. Ikona uživatelů společně s jejich přezdívkami byla vždy zobrazena v dolní části stránky. Ostatní uživatelé tak měli rychlý přehled o tom, kdo se kde nachází.

### Administrace
Administrace serveru se s průběhem času měnila. Zpočátku se o server staral pouze zakladatel Milan Votava společně s identitou, jež vystupovala pod přezdívkou CISTIC. Posléze přibyl další administrátor(ka), HONEY, jehož úkolem byla uživatelská správa auditorií. CISTIC byl v raných dobách spíše provokatérem než regulérním administrátorem, viz vyznání Františka Fuky, jenž roli CISTICe v počátcích zastával. Když Mageo přestalo být jen okrajovou záležitostí malé skupinky lidí, začala být administrátorská práce vykonávána poctivěji a CISTIC skutečně začal vykonávat svou funkci (mazání nových auditorií, která byla buď nesmyslná, nebo vážně porušovala pravidla diskuze) zodpovědně. V roce 2001 k CISTICovi přibylo dalších šest „čističů“, kteří se starali o jednotlivé kategorie. Tito čističi byli rekrutováni již z řad dlouholetých uživatelů Magea, nicméně jejich původní přezdívky (tzv. IDčka) prozrazeny nebyly.